# Le Vaud
Le Vaud is een gemeente en plaats in het Zwitserse kanton Vaud, en maakt deel uit van het district Nyon.
Le Vaud telt 1083 inwoners.